# Sielsowiet Miłaszewicze
Sielsowiet Miłaszewicze (biał. Мілашавіцкі сельсавет, Miłaszawicki sielsawiet; ros. Милошевичский сельсовет) – sielsowiet na Białorusi, w obwodzie homelskim, w rejonie lelczyckim, z siedzibą w Miłaszewiczach.

## Demografia
Według spisu z 2009 sielsowiet Miłaszewicze zamieszkiwało 1847 osób, w tym 1816 Białorusinów (98,32%), 22 Ukraińców (1,19%), 5 Rosjan (0,27%), 2 Polaków (0,11%) i 2 osoby, które nie podały żadnej narodowości.
Do 2019 liczba ludności spadła do 1450 osób. Miłaszewicze liczyły 807 mieszkańców, natomiast Prybołowicze 643 mieszkańców.

## Geografia i transport
Sielsowiet położony jest na Polesiu, w południowo-zachodniej części rejonu lelczyckiego. Największą rzeką jest Uborć. Większość jego terytorium zajmują lasy. Na jego terytorium znajduje się fragment Bukczańskiego Rezerwatu Biologicznego. Południową granicą sielsowietu jest granica państwowa z Ukrainą.
Przez sielsowiet przebiega droga republikańska R36.

## Miejscowości
- agromiasteczka:
  - Miłaszewicze
  - Prybołowicze